# Due donne innamorate
Due donne innamorate (Premier bal) è un film francese del 1941 diretto da Christian-Jaque.

## Trama
Nicole e Danielle Noblet sono due sorelle di campagna che amano lo stesso giovane dottore, Jean de Lormel. Jean comunque si sposa con Danielle che, dopo qualche anno, si innamora di un altro uomo. Dopo la morte del padre di Nicole e Danielle, Danielle e Jean si riconciliano e Nicole si consola con il giovane veterinario Ernest Vilar che la ama da molto tempo.